# Бабаханов, Маматхон
Маматхон Бабаханов — советский хозяйственный, государственный и политический деятель, Герой Социалистического Труда.

## Биография
Родился 2 января 1919 года в Наманганской области. Член КПСС с 1945 года.
Участник Великой Отечественной войны. С 1946 года — на хозяйственной, общественной и политической работе. В 1946—1979 гг. — заместитель председателя райисполкома по кадрам, секретарь, 1-й секретарь Касансайского райкома ВЛКСМ, секретарь райкома КПУз, председатель Касансайского и Попского райисполкомов, первый секретарь Янгикурганского райкома КПУз, второй секретарь Наманганского обкома КПУз, первый секретарь Чустского райкома КПУз.
Указом Президиума Верховного Совета СССР от 8 апреля 1971 присвоено звание Героя Социалистического Труда с вручением ордена Ленина и золотой медали «Серп и Молот».
Избирался депутатом Верховного Совета Узбекской ССР 6-го, 7-го, 8-го и 9-го созывов.
Умер в 2001 году.